# Clive Russell

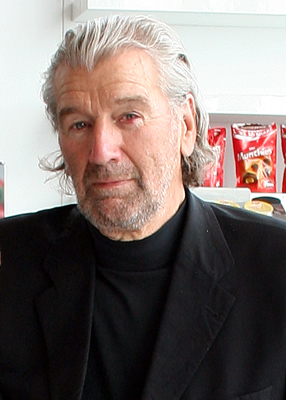
Clive Russell (2014)

Clive Russell (* 7. Dezember 1945 in Reeth, Yorkshire Dales, England) ist ein schottischer Schauspieler.

## Leben
Russell wurde in Reeth, England geboren und wuchs in Fife, Schottland auf. Als Schauspieler hatte Russell Auftritte in zahlreichen britischen Fernsehproduktionen und Fernsehserien, die oft von der BBC produziert wurden, darunter Monarch of the Glen, Waking the Dead – Im Auftrag der Toten, Gerichtsmediziner Dr. Leo Dalton und Spaced. Von 2005 bis 2006 spielte er in der Coronation Street die Rolle des Phil Neil.
Neben dem Fernsehen war er auch in verschiedenen Filmen als Darsteller tätig. 1995 spielte er in Das Ende aller Träume neben Helena Bonham Carter die männliche Hauptrolle. Weitere Filme, in denen er zu sehen war, sind Der 13te Krieger (1999), Der Duft von Lavendel (2004), Sherlock Holmes (2009) und Wolfman (2010). 2016 war er neben Sean Bean in Der junge Messias zu sehen.
Von 2012 bis 2016 spielte Russell in der britischen Krimiserie Ripper Street. 2013 spielte er in der dritten Staffel der Fernsehserie Game of Thrones die Rolle des Brynden „Schwarzfisch“ Tully. In diese Rolle kehrte er in der sechsten Staffel noch einmal zurück.
Russell lebt in Hither Green in London.

## Filmografie (Auswahl)
- 1992: Im Glanz der Sonne (The Power of One)
- 1993: Nonstop nach Glasgow (Soft Top Hard Shoulder)
- 1994: Vaterland (Fatherland)
- 1995: Das Ende aller Träume (Margaret’s Museum)
- 1997: Oscar und Lucinda (Oscar and Lucinda)
- 1999: Der 13te Krieger (The 13th Warrior)
- 2000: My Life So Far
- 2001: Mr. In-Between
- 2002: Schrei in der Dunkelheit (Silent Cry)
- 2003: Gerichtsmediziner Dr. Leo Dalton (Silent Witness, Fernsehserie, 2 Episoden)
- 2004: Der Duft von Lavendel (Ladies in Lavender)
- 2004: King Arthur
- 2008: Verliebt in die Braut (Made of Honor)
- 2008: Clive Barker’s Book of Blood (Book of Blood)
- 2008: Merlin – Die neuen Abenteuer (Merlin, Fernsehserie, 1 Folge)
- 2009: Inspector Barnaby (Midsomer Murders, Fernsehserie, Folge 12x03 Sportler und Spione)
- 2009: Sherlock Holmes
- 2010: Wolfman
- 2011: Sherlock Holmes: Spiel im Schatten (Sherlock Holmes: A Game of Shadows)
- 2011: New Tricks – Die Krimispezialisten (New Tricks, Fernsehserie, 1 Folge)
- 2012–2016: Ripper Street (Fernsehserie, 36 Episoden)
- 2013–2016: Game of Thrones (Fernsehserie, 7 Episoden)
- 2013: Die Todesliste – Nr. 1 stirbt (The Lust)
- 2013: Thor – The Dark Kingdom (Thor: The Dark World)
- 2014: Mord auf Shetland (Shetland, Fernsehserie, 2 Episoden)
- 2014: Vera – Ein ganz spezieller Fall (Vera, Fernsehserie, Episode 4x03)
- 2016: Outlander (Fernsehserie, Episode 2x08)
- 2016: Der junge Messias (The Young Messiah)
- 2017: Rellik (Miniserie, 3 Episoden)
- 2018: The Terror (Fernsehserie, 2 Episoden)
- 2018: Outlaw King
- 2018: Das etruskische Lächeln (The Etruscan Smile)
- 2018: 1983 (Fernsehserie, 5 Episoden)
- 2019: Curfew (Fernsehserie, 2 Episoden)
- 2019: Catherine the Great (Fernsehserie, 4 Folgen)
- 2020: Dracula (Miniserie)
- 2021: The Last Duel
- 2025: Department Q (Dept. Q, Fernsehserie)
- 2025: Sandman (The Sandman, Fernsehserie, 2 Folgen)